# Cisowa (Kędzierzyn-Koźle)
Cisowa (niem. Czissowa, od 1938 Dünenfeld) – część miasta oraz jedno z 16 osiedli administracyjnych miasta Kędzierzyna-Koźla. Siedziba Rady Osiedla znajduje się przy ulicy Brzechwy 78. Przewodniczącą Zarządu Osiedla (2023) jest Krystyna Kusz.
Dawniej odrębna wieś i gmina jednostkowa. Od 1945 gromada (sołectwo) w zbiorowej gminie Blachownia Śląska. W latach 1954–1961 w gromadzie Cisowa (będąc jej siedzibą), a 1961–1972 w gromadzie Blachownia Śląska. 1 stycznia 1973 weszła w skład gminy Sławięcice, a po jej zniesieniu 30 października 1975 włączona do miasta Kędzierzyna, przemianowanego 3 listopada 1975 na Kędzierzyn-Koźle.
Leży po prawej stronie Kanału Gliwickiego w odległości 6 km od Kędzierzyna w kierunku Góry św. Anny. Otoczona jest z trzech stron lasami, które stanowią naturalną osłonę przed szkodliwym działaniem chemii. Cisowa sąsiaduje z: Miejscem Kłodnickim, Sławięcicami, Blachownią Śląską, Lenartowicami, Łąkami Kozielskimi i Zalesiem Śląskim. Do wszystkich tych miejscowości jest dogodny dojazd drogami asfaltowymi.

## Nazwa
Nazwa dzielnicy pochodzi od polskiej nazwy cisu pospolitego (Taxus baccata). Niemiecki językoznawca Heinrich Adamy swoim dziele o nazwach miejscowości na Śląsku wydanym w 1888 roku we Wrocławiu jako najstarszą zanotowaną nazwę wsi podaje Cisowa notując jej znaczenie „Eibenort” czyli „miejscowość cisów”. W języku czeskim cis jest nazywany „Tis” i stąd też pochodzi nazwa „Tisowa” która pojawia się w niektórych zapiskach. W literaturze spotyka się jeszcze inne pokrewne nazwy: „Cisow”, „Cisowka”, „Czissowa”, „Czyschowa”. Miejscowość była wówczas osobną wsią, która w wyniku procesów urbanizacyjnych stała się częścią miasta.

## Historia
Wieś Cisowa istniała już w 1283. Była to osada pracowników leśnych oraz właścicieli małych gospodarstw rolnych.
Od końca XVIII w. do 1933 r.na  pieczęci gminnej umieszczono wizerunek grabi w słup, za nimi dwoje skrzyżowanych wideł .
| Liczba ludności w miejscowości | 1845 | 1855 | 1861 |
| ------------------------------ | ---- | ---- | ---- |
| Cisowa (Czissowa)              | 515  | 582  | 638  |

Źródło: "Kędzierzyn-Koźle Monografia Miasta", Państwowy Instytut Naukowy w Opolu, Opole 2001.
| Liczba ludności w miejscowości | 1910 | 1925  |
| ------------------------------ | ---- | ----- |
| Cisowa (Czissowa)              | 998  | 1.207 |

Źródło: S. Golachowski „Materiały do statystyki narodowościowej Śląska Opolskiego z lat 1910–1939”, Poznań-Wrocław 1950.
W latach 1933–1937 władze niemieckie przeprowadziły na Śląsku Opolskim kampanię zmian nazw geograficznych z polskich na niemieckie. Z tego powodu w 1933 Cisowa zmieniła nazwę na: Dünenfeld.
W dniu 31 stycznia 1945 Armia Czerwona zajęła Cisową. 21 marca 1945 rozpoczęło się przejmowanie od Armii Czerwonej obiektów gospodarczych w powiecie kozielskim.
Na początku 1946 w Cisowej mieszkało 729 osób.
| Ludność miejscowości według spisu powszechnego | 1950 | 1960 | 1970 |
| ---------------------------------------------- | ---- | ---- | ---- |
| Cisowa                                         | 947  | 1307 | 1536 |

Źródło: „Narodowy spis powszechny 1970 r.”, GUS, Warszawa 1971.
W latach 1954–1961 wieś należała i była siedzibą władz gromady Cisowa, po jej zniesieniu w gromadzie Blachownia Śląska. 
15 października 1975 połączono miasta Koźla, Kędzierzyna, Kłodnicy i Sławięcice oraz 3 wsie (Lenartowic, Miejsca Kłodnickiego i Cisowej) – tworząc miasto Kędzierzyn-Koźle.

## Komunikacja

### Komunikacja miejska
Miejski Zakład Komunikacyjny w Kędzierzynie-Koźlu posiada w dzielnicy Cisowa 5 przystanków autobusowych: Cisowa Las, Cisowa, Cisowa Zachód, Osiedle Wschód i Cisowa Fredry.
Kursują tutaj autobusy linii nr 9

## Edukacja
- Publiczna Szkoła Podstawowa nr 18 im. Wojciecha Korfantego, ul. Brzechwy 80

## Kościoły i Związki Wyznaniowe
Kościół Rzymskokatolicki:
- Parafia św. Franciszka z Asyżu i św. Jacka, ul. A. Fredry 36

Oficjalna strona internetowa Parafii w Cisowej

## Sport
W Cisowej znajdują się następujące obiekty sportowe:
- Stadion sportowo-rekreacyjny (ul. Brzechwy 76) – wykorzystywany do szkolenia i rozgrywek w piłce nożnej oraz do organizacji imprez sportowych, rekreacyjnych, kulturalnych i innych.

## Literatura
- Moschko, Edmund Vincent. 1979. Schwarzer und weißer Adler über Dünenfeld, Cisowa. Beitrag zur Geschichte eines oberschlesischen Dorfes. Bremen: Thomas, 291 s.